# 大阪農政事務所
大阪地域センターは、農林水産省の地方支分部局である近畿農政局（京都市）の出先機関。

## 組織
- 大阪地域センター（大阪市中央区大手前 大阪合同庁舎内）